# Suspiria (álbum de Thom Yorke)
Suspiria es el tercer álbum en solitario del cantante de Radiohead, Thom Yorke, y es la banda sonora de la película de terror de Luca Guadagnino Suspiria Es un álbum doble e incorpora pistas instrumentales, interludios y canciones. Es la primera banda sonora de Yorke para una película, y fue lanzada el 26 de octubre de 2018 por XL Records.

## Trasfondo
Suspiria es la primera banda sonora de un largometraje para Yorke. Anteriormente había escrito música para cortometrajes producidos por el sello Rag & Bone y una producción de 2015 de la obra Old Times de Roundabout Theater Company. Se le propuso para hacer el score de la película Fight Club, pero se negó debido a que se estaba recuperando del estrés de promover el álbum de Radiohead, OK Computer. Yorke rechazó inicialmente la oferta de Suspiria, pero la aceptó después de meses de solicitudes del director, Luca Guadagnino.

## Redacción
Yorke decidió que sería inútil replicar o hacer referencia a la banda sonora de Suspiria por Goblin. En cambio, citó la inspiración de la música de Blade Runner (1982), artistas de musique concrète como Pierre Henry, artistas electrónicos modernos como James Holden, y música de la escena de Berlín en 1977, incluyendo actos de krautrock como Faust y Can.
El disco tardó aproximadamente un año y medio en crearse. Presenta la London Contemporary Orchestra and Choir, que apareció anteriormente en el álbum de Radiohead de 2016 A Moon Shaped Pool.

## Lista de canciones
Todas las canciones escritas y compuestas por Thom Yorke. 
| Disc one |                                  |          |  |
| N.º      | Título                           | Duración |  |
| 1.       | «A Storm That Took Everything»   | 1:47     |  |
| 2.       | «The Hooks»                      | 3:18     |  |
| 3.       | «Suspirium»                      | 3:21     |  |
| 4.       | «Belongings Thrown in a River»   | 1:27     |  |
| 5.       | «Has Ended»                      | 4:56     |  |
| 6.       | «Klemperer Walks»                | 1:38     |  |
| 7.       | «Open Again»                     | 2:49     |  |
| 8.       | «Sabbath Incantation»            | 3:06     |  |
| 9.       | «The Inevitable Pull»            | 1:36     |  |
| 10.      | «Olga's Destruction (Volk Tape)» | 2:58     |  |
| 11.      | «The Conjuring of Anke»          | 2:16     |  |
| 12.      | «A Light Green»                  | 1:48     |  |
| 13.      | «Unmade»                         | 4:27     |  |
| 14.      | «The Jumps»                      | 2:38     |  |

| Disc two |                                |          |  |
| N.º      | Título                         | Duración |  |
| 1.       | «Volk»                         | 6:24     |  |
| 2.       | «The Universe Is Indiferrent»  | 4:48     |  |
| 3.       | «The Balance of Things»        | 1:08     |  |
| 4.       | «A Soft Hand Across Your Face» | 0:44     |  |
| 5.       | «Suspirium Finale»             | 7:03     |  |
| 6.       | «A Choir of One»               | 14:01    |  |
| 7.       | «Synthesizer Speaks»           | 0:58     |  |
| 8.       | «The Room of Compartments»     | 1:14     |  |
| 9.       | «An Audition»                  | 0:34     |  |
| 10.      | «Voiceless Terror»             | 2:30     |  |
| 11.      | «The Epilogue»                 | 2:46     |  |